# James Short
James Short (Edimburgo, Escocia; 10 de junio de 1710-Londres, Inglaterra; 15 de junio de 1768) fue un matemático británico, óptico y fabricante de telescopios.

## Bibliografía

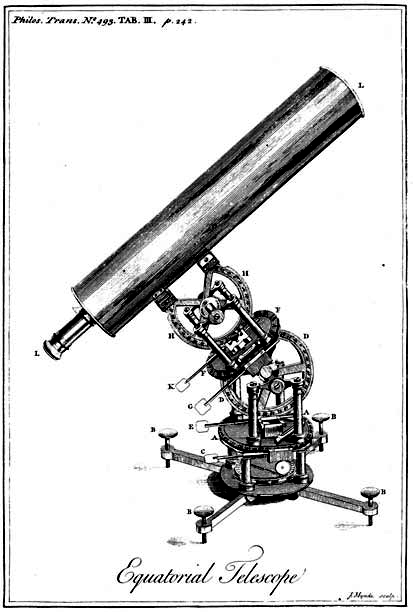
Telescopio reflector de James Short.

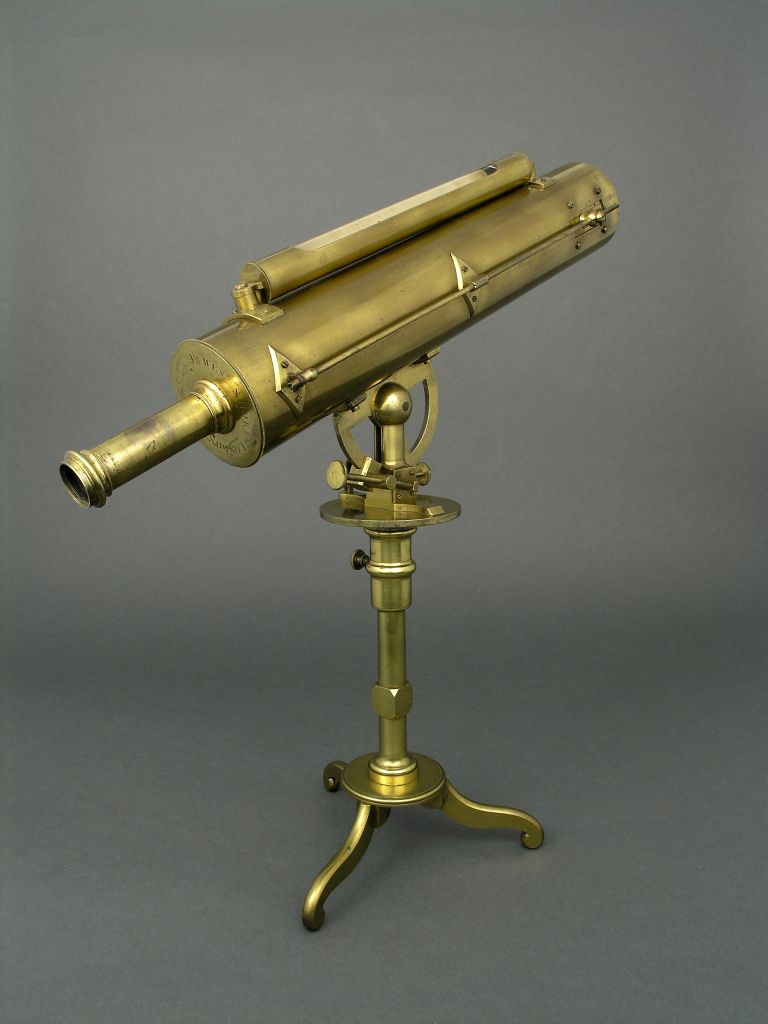
Telescopio de bronce, de Short, hoy en la colección de Thinktank, Birmingham Science Museum.

## Eponimia
- El cráter lunar Short lleva este nombre en su memoria.[2]